# Oeneis anna
Oeneis anna är en fjärilsart som beskrevs av Jules Leon Austaut 1911. Oeneis anna ingår i släktet Oeneis och familjen praktfjärilar. Inga underarter finns listade i Catalogue of Life.